# Нигрутински речено — Штрокави мозак
Штрокави мозак: Нигрутински речено је први соло албум српског репера Ајс Нигрутина. Албум је изашао 2002. године. На албуму се налази осамнаест песама.

## Песме
На албуму се налазе следеће песме:
1. Интро
2. Штрокави мозак
3. Ајзаков титаник
4. Скреч по гузи
5. МЦ Млохави
6. Скит
7. Свашта с тобом Ајзаче
8. Тако се испоставило
9. Скит2
10. Болес
11. Скит3
12. Нема џеје
13. Веверица сува
14. Излазим код моста
15. Скит4
16. Е ђе си
17. Кило грања лешим
18. Надувајте јаја